# Oettinger Rockets
L'Oettinger Rockets est un club allemand de basket-ball, basé dans la ville de Gotha, en Allemagne.  Le club évolue en 2017-2018 en Basketball-Bundesliga, soit le plus haut niveau du championnat d'Allemagne de basket-ball.